# Zhang Xiruo
Zhang Xiruo en chino 张奚若 (ciudad de Chaoyi, condado de Dali, provincia de Shaanxi, 1889, 18 de julio de 1973). Fue un politólogo chino, candidato independiente, segundo Ministro de Educación de la República Popular China.

## Trayectoria
Se unió a Tongmenghui en sus primeros años y participó en la Revolución de Xinhai de 1911. Estudió en Nueva York en la Universidad de Columbia y se doctoró en ciencias políticas.
Después de regresar a China, trabajó como director de la oficina de intercambio de publicaciones internacionales del Ministerio de Educación de la República Popular China, fue director de la división de educación superior y profesor en la Universidad Nacional Central (rebautizada como Universidad de Nanjing en 1949), en la Universidad de Tsinghua y en la Universidad del Suroeste.
Durante la Guerra Antijaponesa participó en actividades democráticas y criticó la dictadura del Kuomintang chino.
En junio de 1949, fue nombrado subdirector de la recién establecida Comisión de Educación Superior del Norte de China para llevar a cabo reformas universitarias. En diciembre de 1949, fue nombrado presidente del Instituto de Asuntos Exteriores del Pueblo Chino.
En 1949, participó en la reunión preparatoria de la Conferencia Consultiva Política del Pueblo Chino y fue elegido miembro del comité permanente del comité preparatorio de la nueva conferencia consultiva política del pueblo chino. Fue uno de los proponentes del nombre de " República Popular China". Considera que la "República Popular" ya ha explicado el sistema nacional y la democracia popular; también insistió en llevar el himno nacional francés "La Marsellesa" como ejemplo, y creía que la letra de "Marcha de los Voluntarios" Yiyongjun Jinxingqu, tenía características específicas. El significado de los tiempos, la letra original debe conservarse para advertir a la gente a "estar preparados para el peligro en tiempos de paz".
Desde noviembre de 1952 hasta febrero de 1958, fue Ministro de Educación del Gobierno Popular Central y Ministro de Educación de la República Popular China.
El 15 de mayo de 1957, comentó sobre Mao Zedong: "Estoy muy feliz, ansioso por un éxito rápido, negando el pasado y superstición sobre el futuro". En el 14º Consejo Supremo de Estado el 28 de enero de 1958, Mao lo citó una vez diciendo que, aunque no estaba satisfecho, pensaba que "Zhang Xiruo es una buena persona".
En agosto de 1966, durante la Revolución Cultural, Zhou Enlai formuló una lista de protección a gran escala basada en las instrucciones de Mao Zedong de que Zhang Shizhao "debe ser protegido", y Zhang Xiruo se incluyó en las listas de "como causa de muerte".
Zhang Xiruo publicó artículos como "El examen de los pactos sociales", "Teoría de la soberanía", "El origen de la Declaración francesa de derechos humanos", "Rousseau y los derechos humanos" y "La evolución de la ley natural".
Su hijo Zhang Wenpu fue embajador de la República Popular China en Canadá.